# Chung Nam-kyun
Chung Nam-kyun (kor. 정남균; * 23. Oktober 1978) ist ein ehemaliger südkoreanischer Marathonläufer.
2000 siegte er mit seiner persönlichen Bestzeit von 2:11:29 h beim Seoul International Marathon und wurde daraufhin für die Olympischen Spiele in Sydney nominiert, bei denen er auf dem 45. Platz einlief.
2001 wurde er Elfter beim Seoul International Marathon, 2002 Zehnter beim Prag-Marathon.